# 線尾半鱨
線尾半鱨（学名：Hemibagrus nemurus），又名線尾鱯，為輻鰭魚綱鯰形目鱨科的其中一種，為熱帶淡水魚類，分布於亞洲湄公河、湄南河、馬來半島、婆羅洲、蘇門答臘淡水流域，少數可生存於半鹹淡水流域，與似威氏半鱨非常類似，在國外都可被稱為亞洲紅尾鴨嘴，本魚體褐色、有時帶有綠色光澤，胸鰭棘內緣呈鋸齒狀，頭部扁平，頭頂有皺紋，具觸鬚4對，背鰭硬棘2枚;背鰭軟條7枚;臀鰭軟條10-13枚，體長可達65~80公分，主要棲息在沙泥底質的溪流、水塘、氾濫的森林，會進行洄游，以水生昆蟲、甲殼類及魚類等為食，可做為食用魚及觀賞魚。

## 扩展阅读
維基物種上的相關：線尾半鱨